# Corsari della terra
Corsari della terra (Wild Harvest) è un film del 1947 diretto da Tay Garnett. Prodotto dalla Paramount Pictures, aveva come interpreti Alan Ladd, Dorothy Lamour, Robert Preston.

## Produzione
Il film, diretto da Tay Garnett su una sceneggiatura di John Monks Jr. e un soggetto di Houston Branch, fu prodotto da Robert Fellows per la Paramount Pictures e girato a Arvin e a Bakersfield, in California, e a Homestead, Florida, da fine giugno all'inizio di luglio del 1946 e da settembre a fine ottobre del 1946. I titoli di lavorazione furono The Big Haircut (che era anche il titolo della storia di Branch) e The Big Harvest.

## Distribuzione
Il film fu distribuito con il titolo Wild Harvest negli Stati Uniti dal 26 settembre 1947 al cinema dalla Paramount Pictures.
Altre distribuzioni:
- in Svezia il 26 dicembre 1947 (Vild skörd)
- in Finlandia il 6 febbraio 1948 (Vaaran vainiot)
- in Portogallo il 10 giugno 1949 (Colheita Selvagem)
- in Danimarca l'8 agosto 1949 (Når mænd høster)
- in Francia il 19 febbraio 1951 (Les corsaires de la terre)
- in Austria nel settembre del 1952 (Rauhe Ernte)
- in Germania Ovest il 2 settembre 1952 (Rauhe Ernte)
- in Brasile (Colheita Selvagem)
- in Spagna (La mujer disputada)
- in Grecia (Stahya tis amartias)
- in Italia (Corsari della terra)